# Kjøfjorden
Kjøfjorden (nordsamisk: Njávdánvuotna – «Neidenfjorden») er et sund syd for Varangerfjorden i Sør-Varanger kommune i Troms og Finnmark fylke i Norge. Sundet går mellem vestsiden af Skogerøya i øst og fastlandet i vest. Det har sit nordlige indløb mellem Čoahkenjárga i vest og Kjøøya i øst, det sydlige indløb er mellem Skogerøyneset i øst og Storbukt i vest.
Langs sundet ligger flere fraflyttede bebyggelser som Valen, Straumsnes, Nord-Leirvåg og Revøysund. Det eneste sted som ikke er fraflyttet er den vejløse bygd Storbukt. Syd for Kjøfjorden ligger en fjord som kaldes Munkefjorden og Neidenfjorden i henholdsvis indre og ydre del. Øst for Kjøfjorden, på modsat side af Skogerøya, ligger Korsfjorden og Bøkfjorden. 